# Интегрированная защита растений
Интегрированная защита растений:
- Раздел науки о защите растений, разрабатывающий теоретические и методологические основы комплексного использования различных средств и методов защиты растений с целью обеспечения фитосанитарного благополучия территории.
- Система управления фитосанитарным состоянием экосистем путём комплексного использования различных средств и методов защиты растений с целью обеспечения фитосанитарного благополучия территории.

## Определения
Интегрированная защита растений — Система управления фитосанитарным состоянием экосистем путём комплексного использования различных средств и методов защиты растений с целью обеспечения фитосанитарного благополучия территории, а также раздел науки о защите растений

## Основные компоненты интегрированной защиты растений[2]
- Использование порогов вредоносности при борьбе с вредными организмами.
- Санитарно-профилактические приёмы растениеводства — предпочтение устойчивым сортам, удаление больных растений, внесение биоудобрений без химических веществ.
- Постоянный мониторинг вредных организмов.
- Предпочтение механическим методам борьбы (заградительные и ловчие канавки, ловчие пояса, различные приспособления для вылова вредителей и т. д.).
- Биологические методы борьбы.
- Минимальное использование пестицидов.